# Johan Blackstad
Johan Blackstad, född 1832 och död 1904, var en norsk jurist.
Blanstad blev sorenskriver 1870, amtmand 1874, och lagmand 1889. 1891 blev han riksadvokat. Blackstad deltog i utarbetandet av norska lagen om jury i straffprocess och handhade dess genomförande i praktiska livet.